# The Millionaire Cowboy
Ne doit pas être confondu avec The Cowboy Millionaire.
Pour plus de détails, voir Fiche technique et Distribution.
The Millionaire Cowboy est un western américain réalisé par Harry Garson, sorti en 1924.

## Synopsis
Après une nuit de débauche, Charles Meredyth décide de guérir son fils, Gallop, de ses mauvaises habitudes. Il lui avoue qu'il a tué un chauffeur de taxi et propose de l'aider à s'échapper. Gallop atterrit dans une petite ville du sud-ouest dont les seuls habitants sont son fondateur, Granville Truce, sa fille, Pauline; et un gang de bandits mexicains.

## Fiche technique
- Réalisation : Harry Garson
- Scénario : Frank S. Beresford,  Darryl F. Zanuck
- Producteur : Harry Garson
- Photographie : Lewis W. Physioc
- Production : Harry Garson Productions
- Distributeur : Film Booking Offices of America
- Genre : western
- Durée : 50 minutes
- Date de sortie : 5 octobre 1924

## Distribution
- Maurice 'Lefty' Flynn : Charles Christopher Meredyth Jr., aka 'Gallop'
- Gloria Grey : Pauline Truce
- Charles Crockett : Granville Truce
- Frederick Peters : Grafter Torso
- Daddy Hoosier : Buffalo Jones